# Rivestimento riflettente
Per rivestimento riflettente si intende un rivestimento che riflette (quindi toglie ed elimina) la maggior parte dell'irraggiamento (anche solare).
Può essere un metallo o un rivestimento plastico. 
Nella maggior parte dei casi se applicato su vetro o materiali trasparenti ne oscura la trasparenza.